# Lista över Madagaskars premiärministrar
Detta är en lista över Madagaskars regeringschefer.
| Namn                            | Ämbetsperiod                        | Anmärkning                           |
| ------------------------------- | ----------------------------------- | ------------------------------------ |
| Rainiharo                       | 1833 – 1852                         |                                      |
| Rainivoninahitriniony           | 1852 – 14 juli 1864                 |                                      |
| Rainilaiarivony                 | 14 juli 1864 – 14 oktober 1895      |                                      |
| Rainitsimbazafy                 | 15 oktober 1895 – september 1896    |                                      |
| Rasanjy                         | september 1896 – februari 1897      | Merinarikets siste premiärminister   |
| Philibert Tsiranana             | 27 maj 1957 – 1 maj 1959            |                                      |
| Gabriel Ramanantsoa             | 18 maj 1972 – 5 februari 1975       |                                      |
| Joel Rakotomalala               | 11 januari – 30 juli 1976           |                                      |
| Justin Rakotoniaina             | 12 augusti 1976 – 1 augusti 1977    |                                      |
| Désiré Rakotoarijaona           | 1 augusti 1977 – 12 februari 1988   |                                      |
| Victor Ramahatra                | 12 februari 1988 – 8 augusti 1891   |                                      |
| Guy Razanamasy                  | 8 augusti 1991 – 9 augusti 1993     |                                      |
| Francisque Ravony               | 9 augusti 1993 – 30 oktober 1995    |                                      |
| Emmanuel Rakotovahiny           | 30 oktober 1995 – 28 maj 1996       |                                      |
| Norbert Ratsirahonana           | 28 maj 1996 – 21 februari 1997      |                                      |
| Pascal Rakotomavo               | 21 februari 1997 – 23 juli 1998     |                                      |
| Tantely Andrianarivo            | 23 juli 1998 – 31 maj 2002          | I husarrest från 27 maj              |
| Jacques Sylla                   | 26 februari 2002 –                  |                                      |
| Jean-Jacques Rasolondraibe      | 31 maj 2002 – 5 juli 2002           | Interimt utnämnd av Didier Ratsiraka |
| Charles Rabemananjara           | 20 januari 2007 – 17 mars 2009      |                                      |
| Monja Roindefo                  | 17 mars 2009 – 10 oktober 2009      |                                      |
| Eugène Mangalaza                | 10 oktober 2009 – 18 december 2009  |                                      |
| Cécile Manorohanta              | 18 december 2009 – 20 december 2009 | interim                              |
| Albert Camille Vital            | 20 december 2009 – 2 november 2011  | militär                              |
| Omer Beriziky                   | 2 november 2011 – 16 april 2014     |                                      |
| Roger Kolo                      | 16 april 2014 – 17 april 2015       |                                      |
| Jean Ravelonarivo               | 17 april 2015 – 10 april 2016       |                                      |
| Olivier Mahafaly Solonandrasana | 10 april 2016 – 6 juni 2918         |                                      |
| Christian Ntsay                 | 6 juni 2018 –                       |                                      |